# ناندور فودور و خدنگ سخنگو
ناندور فودور و خدنگ سخنگو (به انگلیسی: Nandor Fodor and the Talking Mongoose) فیلمی محصول سال ۲۰۲۳ و به کارگردانی آدام سیگال است. در این فیلم بازیگرانی همچون سایمون پگ، مینی درایور، کریستوفر لوید، نیل گیمن، روت کونل و پل کی ایفای نقش کرده‌اند.